# Колесур
Колесур — деревня в Селтинском районе Удмуртской республики.

## География
Находится в западной части Удмуртии на расстоянии приблизительно 5 км на восток по прямой от районного центра села Селты.

## История
Известна с 1873 года как починок Колесур (Колиосурд) с 10 дворами. В 1893 году здесь (починок Новый Колесур) было 27 дворов, в 1905 (уже деревня Новый Колесур) — 27, в 1920 (Колесур) — 39 (27 русских и 12 удмуртских), в 1924 — 37. До 2021 года административный центр Колесурского сельского поселения.

## Население
Постоянное население составляло 67 человек (1873 год), 169 (1893, удмуртов 66 и 103 русских), 183 (1905), 184 (1920), 180 (1924), 404 человека в 2002 году (русские 56 %, удмурты 43 %), 368 в 2012.